# Monte Ferru (Costa Rei)
Der Monte Ferru (übersetzt: Eisenberg) ist ein 299 m hoher Berg im Südosten Sardiniens. Vom Gipfel überblickt man die Costa Rei und das Capo Ferrato. 